# Gyrokompas

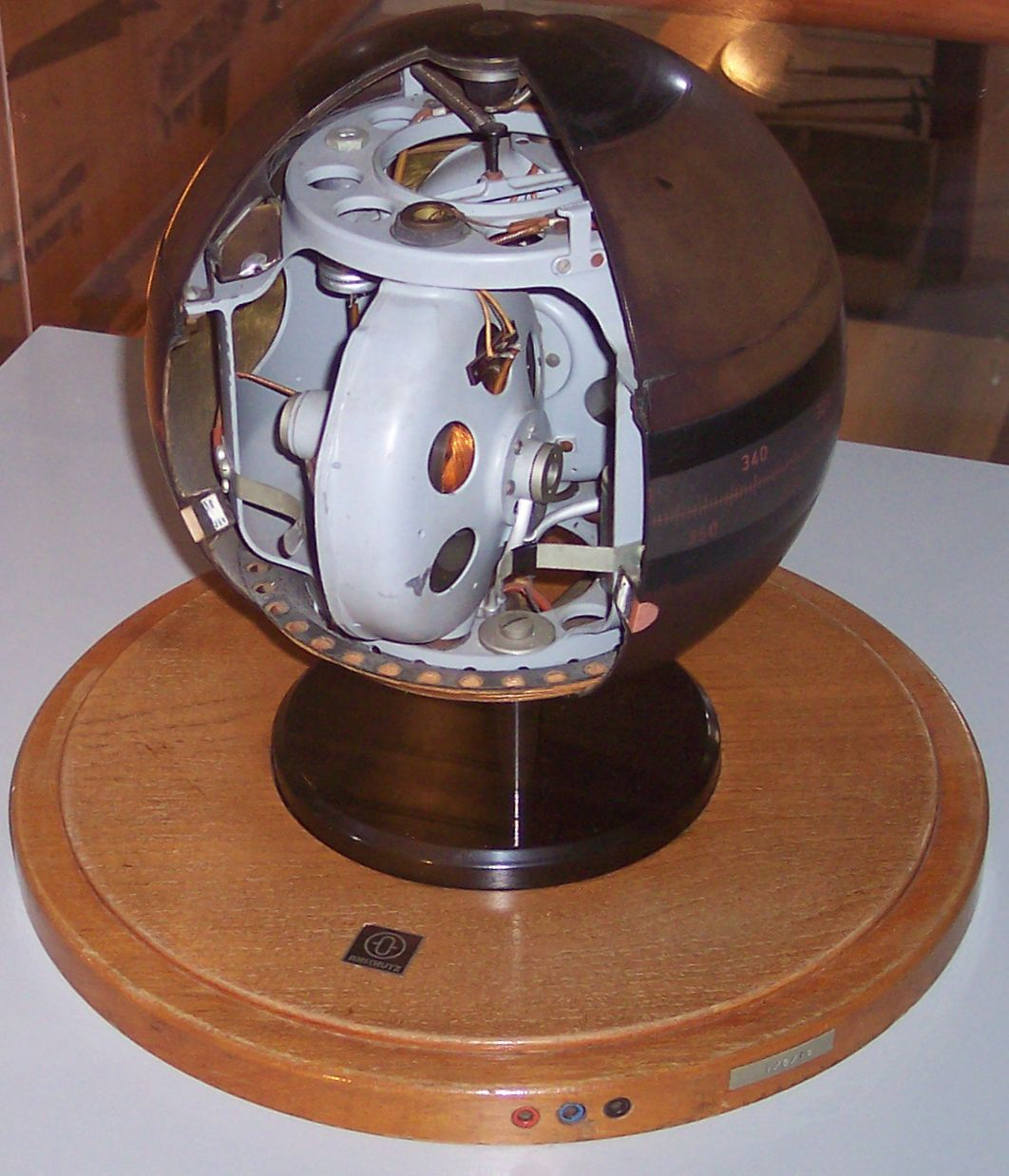
Anschütz-gyrokompas

Een gyrokompas, gyroscopisch kompas of tolkompas is een cardanisch opgehangen en elektrisch aangedreven gyrotol die een eenmaal ingenomen stand in de ruimte behoudt en met behulp van precessie noordzoekend is gemaakt. Het wordt gebruikt voor navigatiedoeleinden en heeft de voorkeur boven een magnetisch kompas vanwege de grotere richtkracht, de kleinere fouten en omdat het niet gestoord wordt door ijzeren voorwerpen of door plaatselijke afwijkingen in het aardmagnetisch veld. Een gyrokompas kan ook buiten het aardmagnetisch veld (in de ruimte) gebruikt worden, al is het dan niet meer noordzoekend, doordat het de aardrotatie niet meer ondervindt.
Modernere kompassen zijn het ringlasergyrokompas en het fibre optic gyrokompas.

## Geschiedenis
Hermann Anschütz-Kaempfe construeerde in 1907 het eerste werkende gyrokompas. In 1908 werd het oorlogsschip Deutschland met deze versie met enkele tol uitgerust. In 1912 werd de Moltke uitgerust met een versie met meerdere tollen. In 1913 was het passagiersschip Imperator het eerste koopvaardijschip dat werd uitgerust met een gyrokompas. In de Verenigde Staten ontwikkelde Elmer Ambrose Sperry zijn versie van het gyrokompas, waarvan het eerste exemplaar in 1911 op de Delaware werd geplaatst.
Naast Anschütz & Co. en Sperry Gyroscope Company waren bekende fabrikanten Arma-Brown, Plath en Robertson.

## Principe
Het gyrokompas bestaat uit verschillende onderdelen. Met de sensor wordt het noorden bepaald, met het volgend element wordt de sensor gedragen en gevolgd, correctoren om de fouten te compenseren en het overbrengsysteem om onder andere dochterkompassen aan te sturen.

### Sensor
Om het gyrokompas zijn functie uit te laten voeren, het bepalen van het noorden, heeft men een aantal zaken nodig:
- gyrotol
- richtsysteem
- dempingssysteem
- draaiende aarde.

De eerste drie onderdelen noemt men wel de sensor of gevoelig element. Er is een onderscheid tussen Duitse en Amerikaanse kompassen bij het gebruikte richt- en dempingssysteem. Waar de eersten gebruikmaken van een bodemzwaar richtsysteem en horizontale demping, is dat bij de laatsten een topzwaar richtsysteem met verticale demping.

#### Gyrotol

Zodra op de tol-as een kracht (rode vector) wordt uitgeoefend die in een moment resulteert, zal deze een precessie ondervinden. Deze beweging (blauwe vector) staat loodrecht op dat moment.

Een draaiende gyrotol ontwikkelt een impulsmoment H (in de natuurkunde vaak L) in de richting van de rotatie-as, de x-as. De grootte hiervan is afhankelijk van de traagheidsmoment J (normaal I genoemd) en de rotatiesnelheid ω:
{\displaystyle H=J\cdot \omega }
Als op een gyrotol geen moment wordt uitgeoefend, zal deze volgens de eerste tolwet zijn stand in de ruimte behouden. Op aarde is dit waar te nemen doordat een cardanisch opgehangen gyrotol een rotatie maakt gedurende een etmaal waarbij de stand ten opzichte van de hemelpool gelijk blijft. Een gyrotol die zijn stand in de ruimte bewaart, lijkt op een draaiende aarde te bewegen met rotatiesnelheid ωa, schijnbare dagelijkse beweging genoemd.

#### Richtsysteem

Beweging zonder richtingsysteem en demping
Beweging met richtingsysteem
Beweging met richtingsysteem en demping

Volgens de tweede tolwet zal bij een moment op de tol de vector van het impulsmoment met een bepaalde hoeksnelheid ωy of ωz precesseren over de kleinste hoek van H naar Mz of My met de grootte:
{\displaystyle \omega _{z}={M_{y} \over H}} en {\displaystyle \omega _{y}={M_{z} \over H}}
Deze benadering geldt alleen als H veel groter is dan M. Tijdens het op toeren komen, is dit nog niet het geval en treedt nutatie op.
Om de gyrotol richtingzoekend te maken, kan er een gewicht aan het gyrohuis worden bevestigd. Als de gyro linksom draait – oost omhoog – dan zal een bovenop geplaatst gewicht, topheavy, een precessie naar het westen veroorzaken zodra de rotatie-as boven de horizon uitkomt en naar het oosten als deze onder de horizon uitkomt. Deze richtprecessie ωr is afhankelijk  van de helling van de tolas β, het impulsmoment H en de richtconstante B die weer afhankelijk is van de gebruikte vloeistof en gewicht:
{\displaystyle \omega _{\text{r}}=-{B \over H}\cdot \beta }
De as gaat daardoor een ellips beschrijven over de horizon met het noorden als centrum. De afplatting verschilt per gyrokompas, maar de verhouding tussen de korte en de lange as ligt op ongeveer 1 op 25. Als de tol de andere kant om draait – oost omlaag – kan hetzelfde effect bereikt worden door het gewicht aan de onderkant te plaatsen, bottomheavy.
Om problemen door het slingeren van een schip te voorkomen, wordt bij een topheavy-systeem niet gebruikgemaakt van een gewicht bovenop, maar van met olie gevulde communicerende vaten. Andere fabrikanten maken gebruik van een koppelmotor om dit moment op de y-as aan te brengen, daarom ook wel y-torquer genoemd. Deze wordt aangestuurd aan de hand van de helling β met de horizon.
Bij het bottomheavy-systeem wordt gebruikgemaakt van een tweede gyrotol die een hoek van 45° tot 60° maakt met de eerste, waardoor het geheel niet gaat slingeren.

#### Dempingssysteem
Er bestaan twee verschillende dempingssystemen; verticale en horizontale demping.

##### Verticale demping
Bij verticale demping wordt in het geval van een gyro die oost omhoog draait een gewichtje aan de westzijde aangebracht, boven het xy-vlak. Als de rotatie-as boven de horizon uitkomt, veroorzaakt deze een moment in westelijke richting waardoor een naar beneden gerichte precessie optreedt. Onder de horizon is er sprake van een moment in oostelijke richting en naar boven gerichte precessie. Deze dempingsprecessie ωd is afhankelijk  van de helling van de tolas β, het impulsmoment H en de dempingsconstante S die weer afhankelijk is van de grootte en plaatsing van het gewichtje:
{\displaystyle \omega _{\text{d}}=-{S \over H}\cdot \beta }
Andere fabrikanten maken ook hier gebruik van een koppelmotor, in dit geval een z-torquer, ook aangestuurd aan de hand van helling β.

##### Horizontale demping
Bij horizontale demping – toegepast op bottomheavy-gyro's – wordt een dempingsring aangebracht op de tol. Deze is gevuld met een vloeistof en heeft schotjes waarmee de vloeistof vertraagd wordt. Deze is dus tegenover het gewicht voor het richtsysteem geplaatst en werkt deze daarmee tegen, door de vloeistofstroming echter vertraagd. Het resultaat is een horizontale dempingsprecessie die in rust ongeveer twee derde is van de richtingsprecessie:
{\displaystyle \omega _{\text{d}}={\tfrac {2}{3}}\,\omega _{\text{r}}}
Dit is ook te bereiken met een y-torquer, waar voor het richtingsysteem een moment wordt aangebracht aan de hand van helling β, verminderd met diezelfde β vertraagd en vermenigvuldigd met een factor f voor de demping.

### Volgend element
Het volgend element draagt de sensor en volgt dit. Nu de sensor het noorden aanwijst moet deze aanwijzing zichtbaar gemaakt worden via de kompasroos. Om te voorkomen dat dit gebeurt zonder een moment aan te brengen op het gevoelig element wordt met een volgtrafo het verschil gemeten tussen beide elementen. Een volgmotor zorgt vervolgens dat dit verschil weer nul wordt.

### Overbrengsysteem
Om de koersinformatie door te geven aan dochterkompassen, de stuurautomaat en andere apparatuur wordt gebruikgemaakt van een overbrenging die vroeger elektrisch was, maar tegenwoordig elektronisch.

### Correctoren
Om de fouten te compenseren die hieronder worden beschreven wordt bij horizontaal gedempte kompassen de kompasroos verdraaid, dan wel de digitale uitlezing aangepast. Het gevoelig element wordt hierbij niet beïnvloed. Bij verticaal gedempte kompassen gebeurt dit wel. Met behulp van de torquers wordt een corrigerend moment gezet op de betreffende as.

## Fouten
Er zijn verschillende factoren die leiden tot een verkeerde aanwijzing bij een gyrokompas. Voor de breedtefout die optreedt bij verticale demping wordt gebruikgemaakt van een corrector. De totale fout van een gyrokompas bestaat dan uit de koers- en vaartfout en de indexfout. Aangezien er over het algemeen ook gebruik wordt gemaakt van een vaartcorrector, blijft de indexfout over. Deze is niet constant en moet daarom regelmatig bepaald worden. Dit kan door een azimut te nemen van een ster of lichtenlijn.

### Breedtefout
Verticaal gedempte gyro's bereiken hun uiteindelijk rustpunt niet exact op de horizon in het noorden, maar met een helling β0 en een dempingsfout α0. Omdat deze dempingsfout afhankelijk is van de breedte, wordt deze meestal breedtefout genoemd:
{\displaystyle \alpha _{0}={180 \over \pi }\cdot {S \over B}\cdot \tan b}
{\displaystyle \beta _{0}={180 \over \pi }\cdot {H \over B}\cdot \omega _{a}\cdot \sin b}
Horizontaal gedempte kompassen hebben deze fout niet, maar hebben wel een zekere helling:

Een andere grondkoers dan oost of west veroorzaakt een koers- en vaartfout

{\displaystyle \alpha _{0}=0}
{\displaystyle \beta _{0}={180 \over \pi }\cdot 3\cdot {H \over B}\cdot \omega _{a}\cdot \sin b}

### Koers- en vaartfout
Een gyrokompas ontleent zijn werking aan de draaiing van de aarde. Deze voltooit een omwenteling in een siderische dag van 23 uur en 56 minuten. Op de evenaar komt dit overeen met een snelheid van 902,5 knopen, op andere breedtes 902,5 · cos b. Door hier de koers en vaart bij op te tellen, ontstaat een resultante. Het gyrokompas zal het gyronoorden (Ng) aanwijzen als loodrecht op deze resultante. Hieruit kan een correctie worden afgeleid, de vaartcorrectie:
{\displaystyle vc=-0,063\cdot {v\cdot cosGrK_{gyro} \over \cos b}}

### Indexfout
Elke constructie heeft te maken met toleranties. De fout die dit tot gevolg heeft, wordt bij gyrokompassen de indexfout genoemd. Deze bestaat onder andere uit een verschuiving van het zwaartepunt van de gyrotol uit het middelpunt (waardoor een temperatuurafhankelijke fout ontstaat), lagerslijtage (wat een ongewenst moment oplevert), foute correcties, fouten in het volgsysteem en een fout in de uitlijning van het kompas met het vlak van kiel en stevens.

#### Versnellingsfout
Zodra er koers en vaart veranderd wordt, treden er versnellingen op die voor een extra precessie zorgen. Dit kan tijdens deze manoeuvres zorgen voor een versnellingsfout van enkele graden.

#### Slingerfout
Het slingeren en stampen veroorzaakt wisselende precessies. Bij verticaal gedempte kompassen maakt men het richtsysteem zo traag dat het de slingering niet bij kan houden. Horizontaal gedempte kompassen hebben met de twee gyrotollen een stabiel platform dat vrijwel ongevoelig is voor deze bewegingen.